# Тирпиц (свиња)
Тирпиц је била свиња коју британска морнарица запленила од немачке морнарице након поморског окршаја који се догодио после битке код Фокландских острва 1914. Након тога постала је маскота крстарице ХМС Глазгов.

## Детињстви и младост
Свиње су често држане на ратним бродовима као извор свежег меса. Тирпиц се налазио на СМС Дрездену када је овај брод послат у јужни Атлантик да се придружи снагама вицеадмирала Максимилијана фон Шпеа у нападима на савезничке трговачке бродове. Дрезден се први пут сусрео са Глазговом у бици код Коронела, у којој је немачка флота извојевала победу. Након тога је претрпела пораз у бици за Фокландска острва, али је бржи Дрезден успео да умакне. У заливу Камберленд на чилеанском острву Más a Tierra (данас познато као Острво Робинзона Крусоа), су га уочили ХМС Глазгов и ХМС Кент поред јужноамеричке обале 15. марта 1915. Немци су сами потопили свој брод, а Тирпиц је остала на њему док је брод тонуо.

## Заробљавање и служба у британској Краљевској морнарици
Тирпиц је успео да побегне на палубу и да отплива од тонућег Дрездена. Побегао је ка оближњим британским бродовима, и сат времена касније га је уочио један подофицир на ХМС Глазгов. Подофицир је ушао у воду, али га је преплашена свиња умало утопила. На крају је ипак успео да је спаси и донесе на палубу. Свињу 'Тирпиц' је затим усвојила посада ХМС Глазгов, и учинила је својом маскотом, наденувши јој име 'Тирпиц', по Алфреду фон Тирпицу, немачком адмиралу, и државном секретару Царске морнаричке канцеларије. Тирпиц је остао на Глазгову годину дана, а затим је смештен у карантин док подофициру који га је први уочио није било допуштено да га усвоји. Он га је пребацио у Артиљеријску школу Вејл ајленд у Портсмуту где је наставио каријеру. Новине Тајмс су о догађају известиле:
'Животиња, позната по имену 'Тирпиц', некада у власништву немачке лаке крстарице Дрезден, а када су током сукоба са Глазговом, Кентом, и Орамом, Немци побегли на обалу након што су минирали и потопили Дрезден, и 'Тирпиц' је остављен својој судби, свиња је смело утекла, и уочена је док је пливала поред Глазгова. Два морнара су скочила у море, и животиња је безбедно извучена на палубу. Посада Глазгова је наградила 'Тирпиц' 'Гвозденим крстом' зато што је остао на броду након што су га морнари напустили, и постао је сјајан љубимац.'